# Baby Blood
Baby Blood es una película de terror francesa de 1990, dirigida por Alain Robak.

## Argumento
Yanka, de 23 años, es la joven amante del director de un circo ambulante, un hombre furioso y brutal. Un día, un leopardo de África es recibido como un nuevo residente en la casa de fieras. La misma noche, el animal fue encontrado en su jaula en un montón de carne con sangre. Mientras que un maltratadas organizado para encontrar el paquete de controlador, una misteriosa forma de vida que vivió en las entrañas de la bestia entra en el cuerpo de Yanka durante la noche. Al día siguiente, la joven se encuentra embarazada de un tiroteo sangriento ser un asesinato para satisfacer su insaciable sed de sangre humana.